# Gerlegården

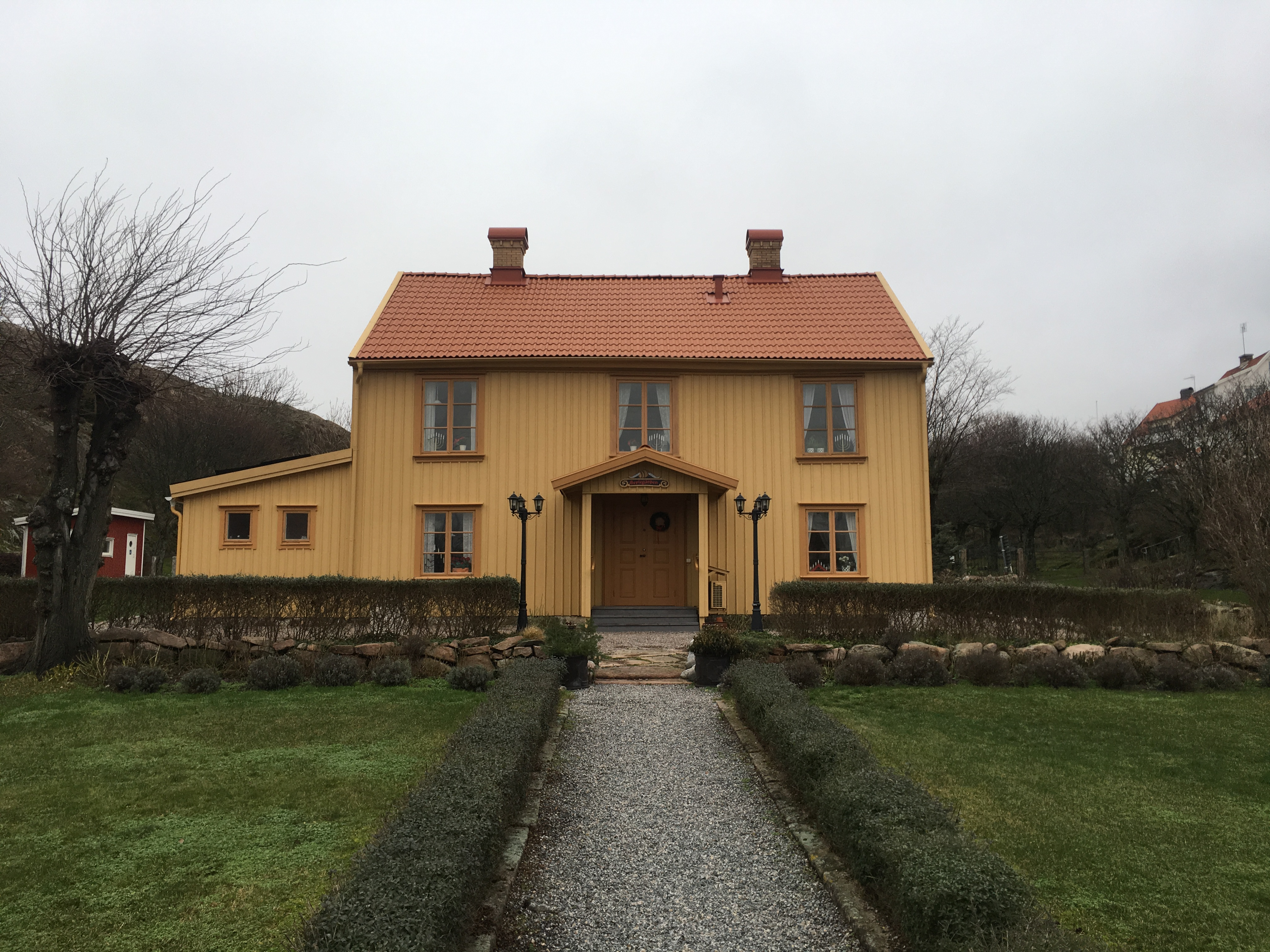
Gerlegården, december 2018

Gerlegården, uppförd 1783, är den äldsta bevarade byggnaden i Kungshamn. Av de över 500 trankokerier som fanns i Bohuslän runt sekelskiftet 1800 är Gerlegården ett av få kvarvarande. Här fanns också sillsalteri och tunnbinderi samt hamn med egna fartyg för export av produktionen till olika hamnar runt om i Europa. Till fiskarnas och trankokarnas fromma startades senare också ett brännvinsbränneri med tillhörande krog. 
Johan Hans Mikael Gerle (1709–1781) kom från Tyskland och slog sig ner i Visby, där han verkade som sadelmakare. Hans söner Hindrik Georg Gerle (född 1747) och Michael Peter Gerle (född 1751) kom till Bohuslän och etablerade sig i Uddevalla och Gravarne, varigenom Gerlegården byggdes. Gerlegården förblev i släktens ägo till 1890 då Alma Gerle och hennes make Tancred Lundin sålde den till Per Larsson. Denne fortsatte sillsalteriverksamheten fram till 1896 då Gerlegården övertogs av Kungshamns församling. Östra magasinet användes som garage för församlingens likvagn. Mangårdsbyggnaden disponerades av Skandinaviska Granit som även hade mellanlagring och utlastning av gatsten i anslutning till Gerlegården. 1949 till 2008 ägdes Gerlegården av  respektive Gravarne municipalsamhälle, Södra Sotenäs kommun och Sotenäs kommun. 2008 sålde Sotenäs kommun Gerlegården till Kungshamns hembygdsförening. Byggnaderna hade under åren farit mycket illa på grund av bristande underhåll. Hembygdsföreningen har lagt ner stora ekonomiska och ideella resurser, med stora donationer från institutioner och privatpersoner, för att återskapa den ursprungliga karaktären. Byggnaderna är i dag i mycket gott skick och används för uthyrning och föreningens egen verksamhet.